# Оккьюто, Роберто
Роберто Оккьюто (итал. Roberto Occhiuto; род. 13 мая 1969, Козенца) — итальянский политик, губернатор Калабрии (с 2021).

## Биография
Родился 13 мая 1969 года в Козенце. Окончил Университет Калабрии, где изучал экономику. Занял должность генерального директора калабрийской телекомпании Media TV. В 1993 году начал политическую карьеру, пройдя в коммунальный совет Козенцы от Христианско-демократической партии и сохранял депутатский мандат до 1997 года, находясь в оппозиции к социалистической администрации города. После самороспуска ХДП остался на центристских позициях, вступив сначала в Итальянскую народную партию, а затем в партию Рокко Буттильоне Объединённые христианские демократы. В 2000 году избран в региональный совет Калабрии от партии Вперёд, Италия, став самым молодым представителем этой фракции. В 2002 году после конфликта с руководством местного отделения партии перешёл в Союз центра Пьера Фердинандо Казини, в 2005 году был переизбран в региональный совет уже от этой политической силы и стал его вице-спикером.
С 2008 года состоит в Палате депутатов Италии (сначала — во фракции Союза центра, с 2014 года — во фракции партии Вперёд, Италия).
15 февраля 2021 года при прямой поддержке Сильвио Берлускони возглавил партийную фракцию в Палате депутатов.
3 и 4 октября 2021 года в Калабрии состоялись региональные выборы, победителем которых уже в первом туре стал Роберто Оккьюто. Возглавляемая им правоцентристская коалиция в составе, помимо партии Вперёд, Италия, Братьев Италии, Лиги, Союза Центра, Forza Azzurri, Держись, Италия, Мы с Италией получила 54,5 % голосов избирателей, что обеспечило ей 20 мест в региональном совете; левоцентристы во главе с Амалией Чечилией Бруни набрали 27,7 % (7 мест), левые Луиджи Де Маджистриса — 16,2 % (2 места).
29 октября 2021 года, через 25 дней после выборов, официально провозглашён губернатором Калабрии в апелляционном суде Катандзаро.
11 июня 2025 года опубликовал видео, в котором сообщил о начатом против него расследовании по подозрению в коррупции.
31 июля 2025 года объявил об отставке и намерении выставить свою кандидатуру на следующих выборах.